# Elaeagnus tricholepis
Elaeagnus tricholepis är en havtornsväxtart som beskrevs av Momiyama. Elaeagnus tricholepis ingår i släktet silverbuskar, och familjen havtornsväxter. Inga underarter finns listade i Catalogue of Life.